# Aspidophiura
Genre
Aspidophiura est un genre d'ophiures de la famille des Ophiopyrgidae. 

## Liste d'espèces
Selon World Register of Marine Species (18 novembre 2018) :
- Aspidophiura cherbonnieri Vadon, 1991
- Aspidophiura corone Hertz, 1927
- Aspidophiura forbesi (Duncan, 1879)
- Aspidophiura minuta (Lyman, 1878)
- Aspidophiura seren Ewin & Thuy, 2017 †
- Aspidophiura uniumbonata Murakami, 1942
- Aspidophiura watasei Matsumoto, 1915
- Aspidophiura wilhelmi Manso, 2010